# Snapdragon Stadium
Le Snapdragon Stadium (ou Aztec Stadium pendant sa phase de construction) est un stade de football américain universitaire situé sur le campus Mission Valley de l'Université d'État de San Diego à San Diego, en Californie. Construit sur le site de l'ancien San Diego Stadium. Il est inauguré le 19 août 2022.
La nouvelle enceinte est le domicile du programme football américain de l'université, les Aztecs de San Diego State jouant en NCAA Division I FBS. Le stade est également le domicile du San Diego FC, une franchise de soccer évoluant en MLS et du Wave de San Diego, une franchise de soccer féminin évoluant en NWSL.

## Histoire

### Projet de construction

Le logo provisoire utilisé jusqu'en décembre 2021.

Après le départ annoncé des Chargers de San Diego du Qualcomm Stadium vers le Grand Los Angeles en janvier 2017,, l’accent est mis sur la construction d’un nouveau stade pour une future franchise de Major League Soccer et également pour les Aztecs.
Le groupe FS Investors dévoile leur projet « SoccerCity », qui comprend un nouveau stade soit pour le soccer d'une capacité de 22 000 places, soit pour le soccer et le football américain universitaire avec 32 000 places, extensible à 40 000. En octobre 2017, l'Université d'État de San Diego va de l’avant avec des plans pour acquérir la superficie et construire son propre stade de 35 000 places qui coûterait 100 millions de dollars au lieu de s’associer à l’initiative SoccerCity,,,. Puis, le 30 novembre, l’Université d’État de San Diego dévoile les dessins et les détails de son projet de l'Aztec Stadium pour remplacer le SDCCU Stadium. Le stade proposé comptera environ 35 000 places, sera achevé pour 2022, et coûterait  250 millions de dollars. Les plans de SoccerCity et de SDSU Mission Valley comprennent tous deux un stade, des logements, un développement commercial et un parc. Mais à d’autres égards, ils s’écartent considérablement les uns des autres sur les détails clés de l’utilisation du sol.
Le sort de la parcelle de Mission Valley anciennement occupée par les Chargers est entre les mains des électeurs qui peuvent choisir entre des mesures concurrentes, les mesures E et G, qui loueraient ou vendraient le terrain pour le réaménagement. Ou ils peuvent rejeter les deux mesures et laisser la ville responsable de la propriété,,,. Lors des élections américaines de 2018, la mesure G (l’initiative SDSU West), remporte avec 55% des votes en faveur de l’expansion du campus, tandis que la mesure rivale la E (l’initiative SoccerCity), n’a obtenu que 30% d’approbation,.
Le 18 avril 2019, l’Université d'État de San Diego recrute l'agence d'architecture Gensler, pour concevoir le stade,. Puis, lors de l’événement annuel Fan Fest au SDCCU Stadium, le 17 août 2019, l'université dévoile le plan final de l'Aztec Stadium,. Le conseil d’administration de l'Université d'État de Californie approuve la conception et le plan de financement du nouveau stade en mars 2020,,.
Le 29 janvier 2020, l’Université d'État de San Diego obtient l’approbation de son conseil d’administration d’un accord pour l’achat du site du stade et obtient également 350 millions de dollars pour le projet du campus. Le 17 juin, le conseil municipal (en) a approuvé la vente du site du stade à l'Université d'État de San Diego. La vente est officialisée le 30 juin, pour 88 millions de dollars. Puis, le maire Kevin Faulconer approuve la vente de l’ancien stade des Chargers à l'Université d'État de San Diego le 6 août,.
L’ensemble du projet de SDSU Mission Valley est d'un montant total de 3,5 milliards de dollars comprend des logements, des bureaux et des espaces de vente au détail, des hôtels et 32 hectares de parcs et d’espaces ouverts, y compris un parc fluvial de 14 hectares au long de la rivière San Diego sur une propriété adjacente de la ville (d'un montant de 54 millions de dollars), et sera développé par phases sur 10 à 15 ans,. Le coût de l'Aztec Stadium est estimé à 310 millions de dollars,,.

### Travaux

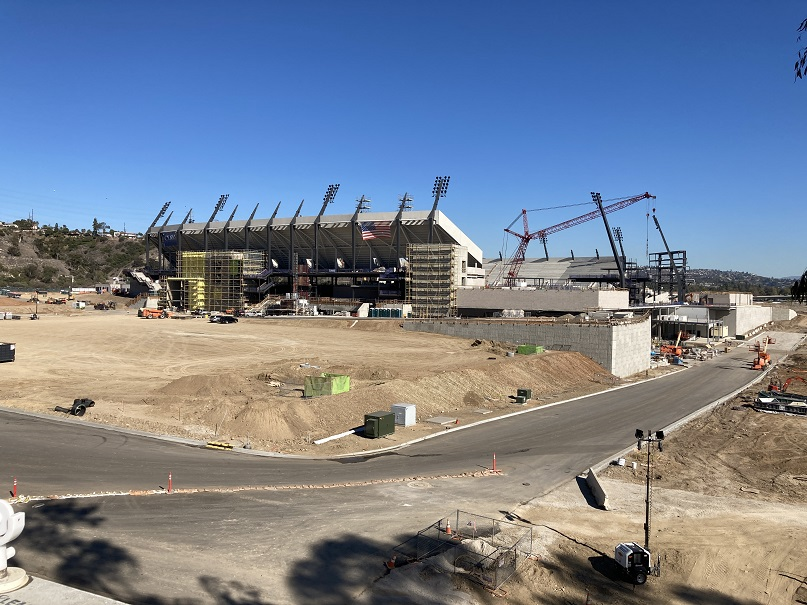
Chantier en novembre 2021.

L'Aztec Stadium est conçu par Gensler. Clark Construction (en) est embauché comme maître d'œuvre,,,, entre 3 500 et 4 000 personnes sur site pendant la durée de la construction,.
La cérémonie de début des travaux du nouveau stade a lieu le 17 août 2020,,, en présence de la présidente de l’Université d'État de San Diego, Adela de la Torre (en) et du maire de San Diego, Kevin Faulconer,. La statue de l’ancien rédacteur sportif du San Diego Union, Jack Murphy (en), et de son chien Abe, sera préservée et déplacée devant l'Aztec Stadium,. Le coulage de la fondation commence en décembre 2020,. Le montage de la structure commence en mai 2021,, puis se termine le 14 juillet 2021,,,. 
La construction est arrivée à la moitié au cours du mois de septembre 2021. Deux écrans géant — Daktronics (en) — seront situés aux deux extrémités du stade. L'écran principal — de 22 mètres de long et 12 mètres de haut — est le troisième plus grand de la Mountain West Conference derrière le Canvas Stadium (en) des Rams de Colorado State (26 × 15) et le War Memorial Stadium des Cowboys du Wyoming (26 × 11).
L’installation des sièges a commencé en janvier — initialement prévu pour le 15 décembre 2021 l'installation du premier siège du stade — puis le champ d’herbe est déployé sur trois jours à la mi-juin 2022,. C'est le seul stade de la Mountain West Conference qui possède un gazon naturel,,,.
La construction du stade est achevée le 19 août 2022, après de deux ans et deux jours de travaux,. Près de 90 % de l’ancien stade est recyclé ou réutilisé sur place. Le stade a une capacité de 35 000 places, dont 2 000 places debout et le coût global du stade est de 310 millions de dollars. Le stade est un bâtiment certifié « LEED or », du système de standardisation Leadership in Energy and Environmental Design.
Le Lendemain, l’Université d'État de San Diego organise sa mêlée annuelle de pré-saison, sur leur tout nouveau terrain,. Cette mêlée a attiré près de 8 000 personnes et met fin à une série de 995 jours sans match à domicile,,.

### Nom

Le logo alternatif utilisé depuis décembre 2021.

Le 5 décembre 2019, l’Université d'État de San Diego annonce qu’elle a reçu un don de 15 millions de dollars de la philanthrope locale Dianne L. Bashor pour aider à financer le nouveau stade et le terrain portera désormais le nom de « Bashor Field »,,.
Les espaces anciennement connu sous le nom de « Founding Club » et « Piers » sont officiellement baptisé « Sycuan Founders Club » et « Sycuan Piers ». Le 16 novembre 2021, la tribu amérindienne Sycuan (en) et le Sycuan Resort Casino sont ainsi nommées premier partenaire fondateur. Ils paieront 8,5 millions de dollars pour les droits de dénomination des deux zones.
Le 3 décembre 2021, il est annoncé que la société Qualcomm a acquis les droits de dénomination du nouveau stade dans le cadre d'un accord de 15 ans évalué à trois millions de dollars par an,. Qualcomm possédait également les droits de dénomination de l'ancien San Diego Stadium de 1997 à 2017. Dans le cadre de l’accord, le stade est maintenant connu sous le nom de « Snapdragon Stadium », d’après le processeur conçu par Qualcomm qui alimente de nombreux smartphones,. Il y a six mois, la San Diego County Credit Union (en) (SDCCU) semblait être la favorite pour le contrat de naming,.
Le 23 février 2022, les concessionnaires Toyota du comté de San Diego prolongent leur partenariat avec l'université en devenant un partenaire fondateur du nouveau stade et l'espace situé dans le coin nord-ouest est baptisé 
« Toyota Terrace ». Le 5 juillet suivant, l'université annonce un accord de cinq ans avec Kaiser Permanente (en). Le terrain en herbe situé à l’ouest du stade est nommé « Kaiser Permanente Thrive Park » et l'entente comprend également l’image de la marque sur la porte nord-est. Puis, le 17 août suivant, Cox Business (en) signe un accord de sept ans en tant que partenaire fondateur du Snapdragon Stadium. L'espace anciennement connu sous le nom de « Field Club » est officiellement baptisé « Cox Business Club ».

### Rencontre inaugurale
Les prix des abonnements pour la saison 2022 sont publiés le 13 octobre 2021, l’Université d'État de San Diego annonce des prix allant de 250 à 1 500 dollars et le nouveau stade devrait ouvrir ses portes le 3 septembre 2022,.
Le 16 février 2022, les Aztecs de San Diego State dévoilent leur calendrier de la saison 2022 de son équipe de football américain (en) et annonce officiellement que la rencontre inaugurale du nouveau stade va se dérouler le 3 septembre 2022, contre le programme de football américain (en) des Wildcats de l'Arizona,,. CBS diffuse la rencontre sur son réseau national, c'est la première fois depuis novembre 1979,.
Le stade est inauguré le samedi 3 septembre 2022 lors d'une rencontre entre les Aztecs de San Diego State et les Wildcats de l'Arizona, devant 34 046 personnes. Le score final est soldé par une défaite sur le score de 20-38, dans une chaleur record de 100 °F (soit 38 °C). La chaleur excessive a causé des problèmes de santé liés à la chaleur à plusieurs spectateurs au cours du match,, dont vingt hospitalisations,. Sur les réseaux sociaux, la conception du stade est remis en question par les fans en raison du manque d’ombre.

## Utilisation du stade

### Clubs résidents

#### Aztecs de San Diego State
Le stade accueille les rencontres du programme de football américain (en) des Aztecs de San Diego State. San Diego State fait partie de la Mountain West Conference.
Le 10 septembre 2022, les Aztecs remportent sa première victoire au Snapdragon Stadium face aux Bengals d'Idaho State,. San Diego State s'impose sur le score de 38-7 devant 27 865 spectateurs.

#### Wave de San Diego
Le 15 décembre 2021, la franchise du Wave de San Diego de la National Women's Soccer League annonce qu’elle fera ses débuts au Snapdragon Stadium en septembre 2022. Le Wave commence sa saison inaugurale au Torero Stadium de l'Université de San Diego. 
Le Wave annonce le 25 juillet 2022 que leur match inaugural dans le nouveau stade va se dérouler le 17 septembre suivant, contre Angel City FC, à l'occasion d'une rencontre de la National Women's Soccer League. Le club annonce le 1er septembre, que le stade affichera complet pour la première rencontre du Wave,.
Le 17 septembre 2022, le Wave de San Diego gagne sur le score d'un but à zero contre Angel City FC, pour son premier match en son nouvel antre. Ainsi, Jaedyn Shaw est la première buteuse de l'histoire du nouveau stade et en seconde période Kailen Sheridan repousse même un penalty,. Le match se joue devant 32 000 spectateurs, ce qui constitue le record d'affluence pour un match de la National Women's Soccer League,,.
Le 25 mars 2023, le Wave de San Diego commence la saison 2023 en obtenant une victoire face aux Red Stars de Chicago, devant 30 854 spectateurs. Il détient désormais le record de la plus grande affluence à un match d’ouverture de saison,. Le précédent record était détenu par le Pride d'Orlando avec 23 403 au Citrus Bowl, établi le 23 avril 2016,.

#### Legion de San Diego
Le 2 février 2022, la franchise du Legion de San Diego de la Major League Rugby annonce qu’elle fera ses débuts au Snapdragon Stadium pour la saison 2023,. Le Legion annonce le 15 novembre 2022 que leur premier match au Snapdragon Stadium va se dérouler le 18 février 2023, face aux Warriors de l'Utah, à l'occasion d'une rencontre de la Major League Rugby,. 
Le Legion de San Diego l'emporte sur le score de 33-17 et le premier essai est marqué par Faka'osi Pifeleti (en). Le match se joue devant 11 423 spectateurs, ce qui constitue le record d'affluence pour un match de la Major League Rugby. Le précédent datait de 2021, à l'occasion du match opposant les Giltinis de Los Angeles au Rugby ATL et s'élevait à 7 389 spectateurs.

### Événements sportifs
Le 10 janvier 2022, World Lacrosse annonce que le Snapdragon Stadium va accueillir les cérémonies d'ouverture et de clôture, le match d’ouverture, les demi-finales et les matchs pour les médailles du championnat du monde de crosse au champ 2023 (en),,. Le stade accueil le 21 juin 2023 le match d'ouverture entre les États-Unis (en) — champions en titre (en) — et le Canada (en), puis les demi-finales le 29 juin et les matchs pour les médailles le 1er juillet.
Le 6 décembre 2022, il est annoncé que les Seals de San Diego (en) de la National Lacrosse League accueillent le premier match en plein air de la NLL le 4 mars 2023. L'évènement se nomme « Stadium Showdown » et voit les Seals battre les Desert Dogs de Las Vegas (en), sur le score de 15-12. Le match se joue devant 8 443 spectateurs.
Début janvier 2023, il est annoncé que le stade accueille le Monster Jam, pendant deux week-ends du 7 au 8 janvier, puis à nouveau les 14 et 15 janvier, et la deuxième manche du championnat AMA de supercross (en) le 21 janvier,. Dans la catégorie 450 cm3, Eli Tomac remporte l'épreuve, tandis que Jett Lawrence gagne dans la catégorie 250 cm3,.
Le 8 février 2023, il est annoncé que la première rencontre de soccer masculin au Snapdragon Stadium, se déroulera le 26 mars, lors du tour Águila entre le Club Tijuana et le Club América,. Les Águilas remportent le match sur le score de deux buts à un, devant plus de 20 000 personnes. Puis, le 27 mars 2023, Manchester United annonce qu'il affronte Wrexham AFC, le 25 juillet au Snapdragon Stadium, lors du premier match de la tournée d'été du club,,. Manchester United retourne en Amérique du Nord pour une tournée de présaison, après cinq ans d’absence. 
Le 10 avril 2023, la CONCACAF annonce que le Snapdragon Stadium est retenu pour accueillir des matchs du tournoi de la Gold Cup 2023. Il accueille une demi-finale de la compétition, le 12 juillet 2023.

### Événements non sportifs
Le 21 juin 2022, le Snapdragon Stadium annonce qu'il va accueillir son premier concert cet automne — le 22 octobre — avec un programme double de Jimmy Buffett et Jason Mraz, durant la tournée de l'album « Life on the Flip Side (en) »,,. Le concert est reporté au 6 mai 2023, en raison d'une brève hospitalisation de Jimmy Buffett.